# Claude-René Martin
Pour les articles homonymes, voir Martin.
Claude-René Martin est la signature de René Jean Martin, artiste peintre, graveur sur bois et illustrateur français, né le 15 juin 1885 dans le 14e arrondissement de Paris.

## Biographie
Claude-René Martin est le fils du peintre Henri Martin et le frère aîné du peintre Jacques Auguste Martin, dit « Jac Martin-Ferrières » (1893-1972).
Son œuvre peint (huiles, aquarelles) se compose de portraits, de natures mortes et surtout de paysages qui, outre les vues de Paris constituant son thème majeur, énoncent des villégiatures au Pays basque, dans la Creuse, en Bretagne (Saint-Guénolé), au bord de la Méditerranée (Collioure), en Afrique du Nord et en Pologne (Dantzig, 1929).

## Contributions bibliophiliques

### Enrichissements gravés

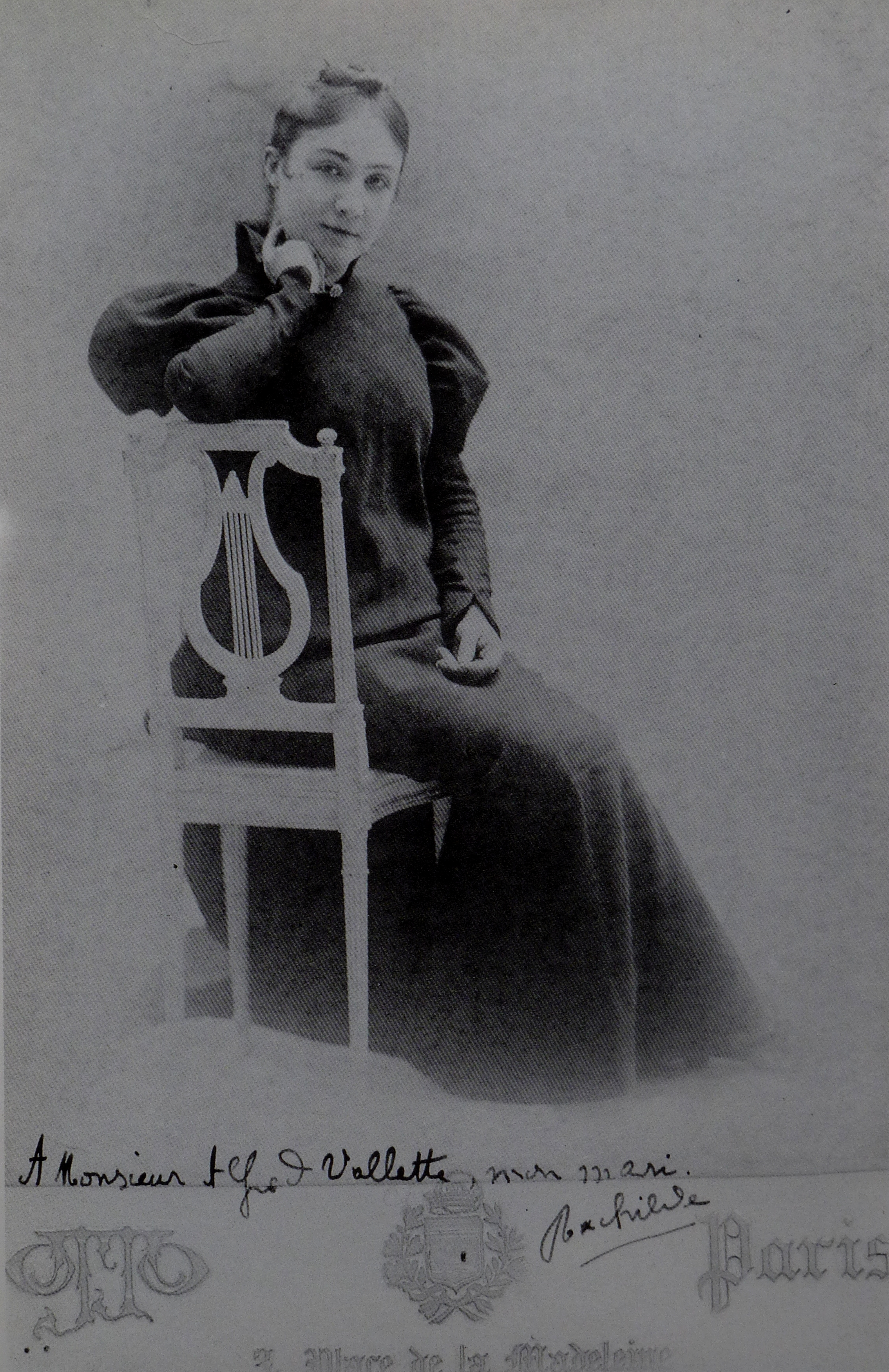
Rachilde

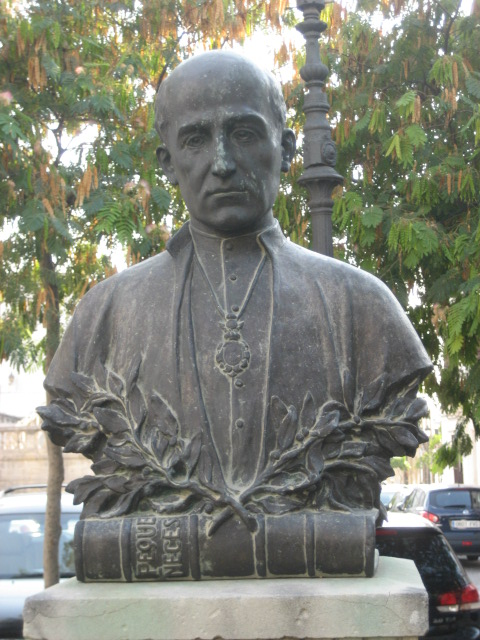
Père Luis Coloma

- Charles Régismanset, Le Miracle français en Asie, bois originaux de Claude-René Martin, Éditions G. Crès et Cie, 1922 ((exemplaire de la Bibliothèque nationale de France en ligne).
- André Malraux, La Voie royale, bois originaux de Claude-René Martin, collection « Le Livre moderne illustré », J. Ferenczi et Fils, 1934.
- Lucie Delarue-Mardrus, François et la liberté, bois originaux de Claude-René Martin, collection « Le livre moderne illustré », J. Ferenczi et Fils, 1936.
- Rachilde, La Femme aux mains d'ivoire, bois originaux de Claude-René Martin, collection « Le livre moderne illustré », J. Ferenczi et Fils, 1937.
- Pierre Veber, Une nuit dans la montagne, bois originaux de Claude-René Martin, collection « Le livre moderne illustré », J. Ferenczi et Fils, 1938.
- J.-H. Rosny aîné, Le bel amour de Jeanne de Navres, bois originaux de Claude-René Martin, collection « Le livre moderne illustré », J. Ferenczi et Fils, 1939.
- Georges Imann, Seize ans, bois originaux de Claude-René Martin, collection « Le livre moderne illustré », J. Ferenczi et Fils, 1940.

### Livres illustrés pour la jeunesse (langue espagnole)
- Père Luis Coloma (es) (adaptation de Th. Philip-Martin), Juan Botija, Henri Didier, Paris, 1935.
- Th. Philip-Martin, El mas listo de los tres ; La venganza del Santo, Henri Didier, Paris, 1936.
- Th. Philip-Martin, Calila y Dimna - Cuentos escogidos, Henri Didier, Paris, 1936.
- Th. Philip-Martin, Covadonga : primer episoda de la Reconquista, Henri Didier, Paris, 1937.
- Th. Philip-Martin, La paloma blanca ; El sapido, Henri Didier, Paris, 1941.

## Expositions
- Salon des indépendants, Paris, à partir de 1911[1].
- Salon d'automne, Paris, à partir de 1914.
- Participations non datées : Salon de la Société nationale des beaux-arts, Paris[1].

## Collections publiques
- Bibliothèque-musée de l'Opéra, Paris, Portrait d'Albert Roussel[2].
- Fonds national d'art contemporain, Paris, Quai Saint-Michel.
- Musée national d'art moderne, Paris, Ruisseau dans la prairie, huile sur toile, 1929.